# فلنگا
فلنگا شهری در شهرستان بورزانگا در استان بام در بورکینافاسوی شمالی است و جمعیت آن ۴۲۸ نفر است.